# Wechselwirkung (Versuchsplanung)
In der statistischen Versuchsplanung bedeutet das Vorliegen einer Wechselwirkung (engl. interaction), dass die Wirkung eines Faktors im Versuch davon abhängt, auf welcher Stufe einer der anderen Faktoren steht.
Zum Beispiel könnte ein Faktor {\displaystyle A} eine sehr geringe Wirkung auf das Versuchsergebnis haben, wenn Faktor {\displaystyle B} auf der Stufe 1 steht, und eine sehr große Wirkung haben, wenn Faktor {\displaystyle B} auf Stufe 2 gestellt wird. Oder es könnte sein, dass sich das Vorzeichen der Wirkung von Faktor {\displaystyle A} in Abhängigkeit von Faktor {\displaystyle B} ändert usw.